# Johannes Tcholakian
Johannes Tcholakian, auch Hovhannes J. Tcholakian, (* 12. April 1919 in Istanbul, Türkei; † 16. September 2016) war Erzbischof der Erzeparchie Istanbul der armenisch-katholischen Kirche in der Türkei.

## Leben
Johannes Tcholakian empfing am 25. April 1943 das Sakrament der Priesterweihe.
Papst Paul VI. ernannte ihn am 23. Mai 1966 (offiziell bestätigt am 16. Januar 1967) zum Erzbischof von Istanbul der Armenisch-Katholischen Kirche in der Türkei. Die Bischofsweihe spendete ihm am 5. März 1967 Grégoire-Pierre XV. Kardinal Agagianian, Patriarch von Kilikien der Armenisch-katholischen Kirche und Kurienkardinal der römischen Kirche; Mitkonsekratoren waren Guregh Hovhannes Zohrabian, Weihbischof in Kilikien, und Bischof Garabed Amadouni, Apostolischer Exarch für die Armenier in Frankreich.
Am 21. März 2015 nahm der Patriarch von Kilikien nach Zustimmung der Synode der Bischöfe des Patriarchats seinen altersbedingten Rücktritt an.

## Schriften
- Hovhannes. J. Tcholakian: L'eglise armenienne catholique en Turquie , Istanbul : Ohan Matbaacilik, 1998